# 特鲁希略 (秘鲁)
特鲁希略（西班牙語：Trujillo，西班牙語發音：[tɾuˈxiʝo]）是秘鲁拉利伯塔德大区首府，位于秘鲁西北，也是秘鲁规模第三大的城市。该市是秘鲁北部的经济中心，位于莫切河畔，靠近太平洋入海口。一年四季气候稳定，被称为永恒的春之城“La Ciudad de la Eterna Primavera”。它还以每年一月举行的南美洲三大舞蹈之一的马内里拉舞而闻名。

## 历史
特鲁希略是西班牙殖民者者最早建造的城市之一。迭戈·德·阿尔马格罗于 1534 年 12 月 6 日建造了这座城市，并将其命名为来自西班牙埃斯特雷马杜拉的特鲁希略，特鲁希略也是弗朗西斯科·皮萨罗的出生地。 1537 年 11 月 23 日，西班牙国王卡洛斯一世赋予这里“城市”的地位，而如今依然残留着来自拉洛斯赐予这座城市的勋章。
1619年，这座城市被地震摧毁。 1624年，随着城市的重建，一个新的时代开始了。耶稣会在这里开设了神学院和学校。他们还负责当地土著的传教工作。
这座城市在反对西班牙统治的斗争中发挥了重要作用。它成为秘鲁的第一个重要城市，于 1820 年宣布脱离西班牙独立。 1825年成为临时首都。它成为革命领袖西蒙·玻利瓦尔的驻地。

## 气候
特鲁希略的沙漠气候非常干燥。平均温度在21°C左右。夏季可超过32℃。一年中的大部分时间，温度都在20°C的温度范围内。
一年四季阳光充足，气候宜人，素有常春之城的美誉。10月初，来自秘鲁和世界各地的许多人会来这里参观当地的“国际春节”。

## 交通
机场
- Cap. FAP Carlos Martinez de Pinillos 国际机场

公路
- 泛美公路

## 体育
塞萨尔巴列霍大学竞技俱乐部

## 景观
Huaca del Sol - Huaca del luna
昌昌遗址
埃尔布鲁霍遗址
塞罗塞钦遗址
| 特鲁希略的一些旅游景点 |                      |                                |                               |
|                        |                      |                                |                               |
| 昌昌 奇穆王國          | Huaca del Sol        | Huanchaco caballitos de totora | Huaca of Dragon 奇穆王國      |
|                        |                      |                                |                               |
| Chan Chan 奇穆王國     | Huaca de la Luna     | balcony                        | Museum House Haya de la Torre |
|                        |                      |                                |                               |
| Caballos de Paso       | Festival de San José |                                |                               |

## 名人
塞萨尔·巴列霍  - 诗人（1910 年至 1917 年在此居住）
维克多·劳尔·阿亚·德·拉·托雷  - 政治家
María Julia Mantilla - 2004年世界小姐
亨利·伊安·库斯克 - 演员
ALEXANDER(アレクサンダー、1982年12月3日 - ） - 日裔秘鲁演员

## 友好城市
西班牙 卡塞雷斯省 特鲁希略市